# Kazimierz kozielski
Kazimierz kozielski (ur. około 1312 roku, zm. po 1342 roku), książę kozielski w latach 1336–po 1342.
Kazimierz był synem Władysława, księcia bytomskiego i Beatrycze brandenburskiej. Zachowało się o nim niewiele wiadomości. W 1336 roku otrzymał od ojca uzyskane dopiero co, po bezpotomnej śmierci księcia raciborskiego Leszka księstwo kozielskie. O rządach Kazimierza w otrzymanej dzielnicy nie wiemy jednak prawie nic. Zachowała się tylko informacja, że z powodów olbrzymich braków w finansach książę zaprzestał płacenia świętopietrza, w wyniku czego kościół obłożył go ekskomuniką. Zmarł po roku 1342 (na pewno przed 1347 rokiem) i nie wiadomo gdzie został pochowany. Nie ożenił się i nie pozostawił potomstwa.